# Primera Divisió (1999/2000)
Primera Divisió 1999/2000 był to 5. sezon andorskiej pierwszej klasy rozgrywkowej w piłce nożnej. Brało w niej udział 7 zespołów, które grały ze sobą systemem „każdy z każdym”. Mistrzowskiego tytułu nie obronił CE Principat. Nowym mistrzem kraju został zespół Constel·lació Esportiva, dla którego był to pierwszy tytuł mistrzowski w historii klubu. 

## Zasady rozgrywek
W rozgrywkach brało udział 7 drużyn, walczących o tytuł mistrza Andory w piłce nożnej. Każda z drużyn rozegrała po 2 mecze ze wszystkimi przeciwnikami (razem 12 spotkań). 

## Drużyny
| Uczestnicy poprzedniej edycji                                                                                 | Uczestnicy poprzedniej edycji | Uczestnicy poprzedniej edycji | Uczestnicy poprzedniej edycji |
| --- | ----------------------------- | ----------------------------- | ----------------------------- |
| PRI | CE Principat                  | 1                             |                               |
| SFC | FC Santa Coloma               | 2                             |                               |
| ENC | FC Encamp                     | 3                             |                               |
| INT | Inter Club d’Escaldes         | 4                             |                               |
| CON | Constel·lació Esportiva       | 5                             |                               |
| SJU | UE Sant Julià                 | 6                             |                               |
| SCE | Sporting Club d’Escaldes      | 8                             |                               |
| Oznaczenia: - kolumna pierwsza – skróty nazw drużyn, - kolumna trzecia – miejsce zajęte w poprzednim sezonie. |                               |                               |                               |

## Stadiony
Wszystkie drużyny grające w Primera Divisió rozgrywały wszystkie spotkania ligowe na Estadi Comunal d'Aixovall w Aixovall.

## Tabela końcowa
| Lp. | Drużyna                        | M  | Z  | R | P  | Bramki | Bramki | Różn. | Pkt | Uwagi                                |
| --- | ------------------------------ | -- | -- | - | -- | ------ | ------ | ----- | --- | ------------------------------------ |
| 1   | Constel·lació Esportiva (M, P) | 12 | 12 | 0 | 0  | 70     | 6      | +64   | 36  | Puchar UEFA • I runda kwalifikacyjna |
| 2   | FC Santa Coloma                | 12 | 9  | 1 | 2  | 34     | 10     | +24   | 28  |                                      |
| 3   | Inter Club d’Escaldes          | 12 | 6  | 2 | 4  | 24     | 25     | −1    | 20  |                                      |
| 4   | FC Encamp                      | 12 | 5  | 2 | 5  | 33     | 28     | +5    | 17  |                                      |
| 5   | UE Sant Julià                  | 12 | 3  | 1 | 8  | 23     | 36     | −13   | 10  |                                      |
| 6   | CE Principat                   | 12 | 2  | 0 | 10 | 16     | 41     | −25   | 6   |                                      |
| 7   | Sporting Club d’Escaldes       | 12 | 1  | 2 | 9  | 12     | 66     | −54   | 5   |                                      |

## Wyniki
| Gospodarz \ Gość         | CON | ENC  | SCE  | INT | PRI | SFC | SJU |
| Constel·lació Esportiva  |     | 10:0 | 11:0 | 2:0 | 6:2 | 2:1 | 5:0 |
| FC Encamp                | 1:2 |      | 5:3  | 1:2 | 7:2 | 1:3 | 2:2 |
| Sporting Club d’Escaldes | 1:9 | 1:7  |      | 0:0 | 0:7 | 2:2 | 3:2 |
| Inter Club d’Escaldes    | 1:8 | 1:1  | 5:1  |     | 3:1 | 0:6 | 2:1 |
| CE Principat             | 0:5 | 0:4  | 1:0  | 0:5 |     | 0:3 | 2:3 |
| FC Santa Coloma          | 0:2 | 2:0  | 6:1  | 2:0 | 4:1 |     | 3:1 |
| UE Sant Julià            | 0:8 | 0:4  | 11:0 | 2:5 | 1:0 | 0:2 |     |

Źródło: RSSSF
Objaśnienia:
1Drużyna gospodarzy jest wymieniona po lewej stronie tabeli.
Kolory: zielony – zwycięstwo gospodarzy, żółty – remis, różowy – zwycięstwo gości.